# Художній музей Вірджинії
Художній музей Вірджинії (англ. Virginia Museum of Fine arts, VMFA) — художній музей в Річмонді (штат Вірджинія, США), відкрився у 1936 році.
Музей належить і керується Співдружністю Вірджинії. Разом з тим музей використовує приватні пожертви, кошти фондів для підтримки конкретних програм і придбань творів мистецтва, а також додаткову державну підтримку. Відвідування є вільним, окрім спеціальних виставок. Це один з перших музеїв на півдні США, які утримуються за рахунок бюджету США.

## Історія
Художній музей Вірджинії розпочав свою історію у 1919 році, коли Джон Бартон Пейн, суддя і визначний мешканець Вірджинії, пожертвував штату Вірджинія 50 картин. Під час Великої депресії Пейн співпрацював з губернатором Вірджинії Джоном Гарлендом Поллардом, щоб отримати фінансування від федерального Управління проектів робіт під керівництвом президента Франкліна Д. Рузвельта, щоб збільшити державне фінансування та створити державний художній музей у 1932 році. Подарунок Пейна був зроблений в пам'ять про його покійну другу дружину Дженні Берд Брайан Пейн і його матір Елізабет Бартон Пейн.
Місце для музею було вибрано на бульварі Річмонда, біля кута суміжної шестиквартальної ділянки землі, яка використовувалася як будинок для ветеранів для солдатів Конфедерації. Додаткові послуги надавалися їхнім дружинам і дочкам.
Головна будівля музею була спроектована Peebles and Ferguson Architects з Норфолка. Це було описано як грузинське відродження або англійський ренесанс. Коментатори кажуть, що на архітекторів вплинули Ініго Джонс і Крістофер Рен. Будівництво почалося в 1934 році. Спочатку було заплановано два крила, але була побудована лише центральна частина. Музей відкрився 16 січня 1936 року.

## Постійна колекція

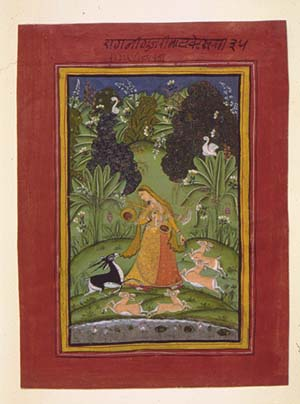
Мініатюрна акварель з Раджастхану, колекція Південної Азії

Колекція Художнього музею Вірджинії поділена на декілька великих кураторських відділів, які майже відповідні галереям:
- Африканське мистецтво (African Art)
- Американське мистецтво (American art)
- Стародавнє американське мистецтво (Ancient American art)
- Стародавнє мистецтво (Ancient art)
- Арт Нуво і Арт Деко (Art Nouveau & Art Deco)
- Мистецтво Східної Азії (East Asian art)
- Європейське мистецтво (European art)
- Англійське срібло (English silver).
- Фаберже (Fabergé)
- Колекція Південної Азії (The South Asian collection)
- Модерн і сучасне мистецтво (Modern & Contemporary)

## Галерея

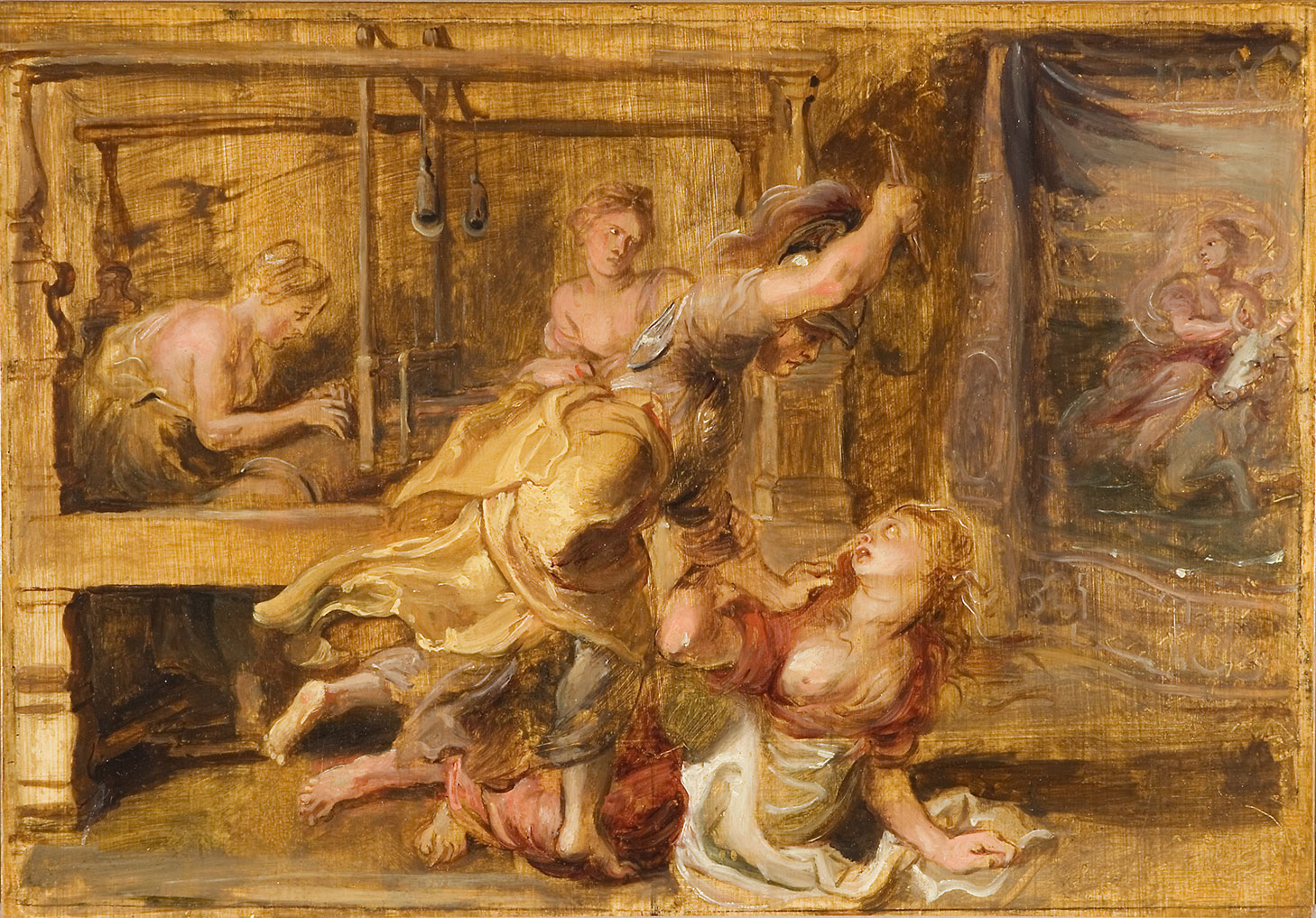
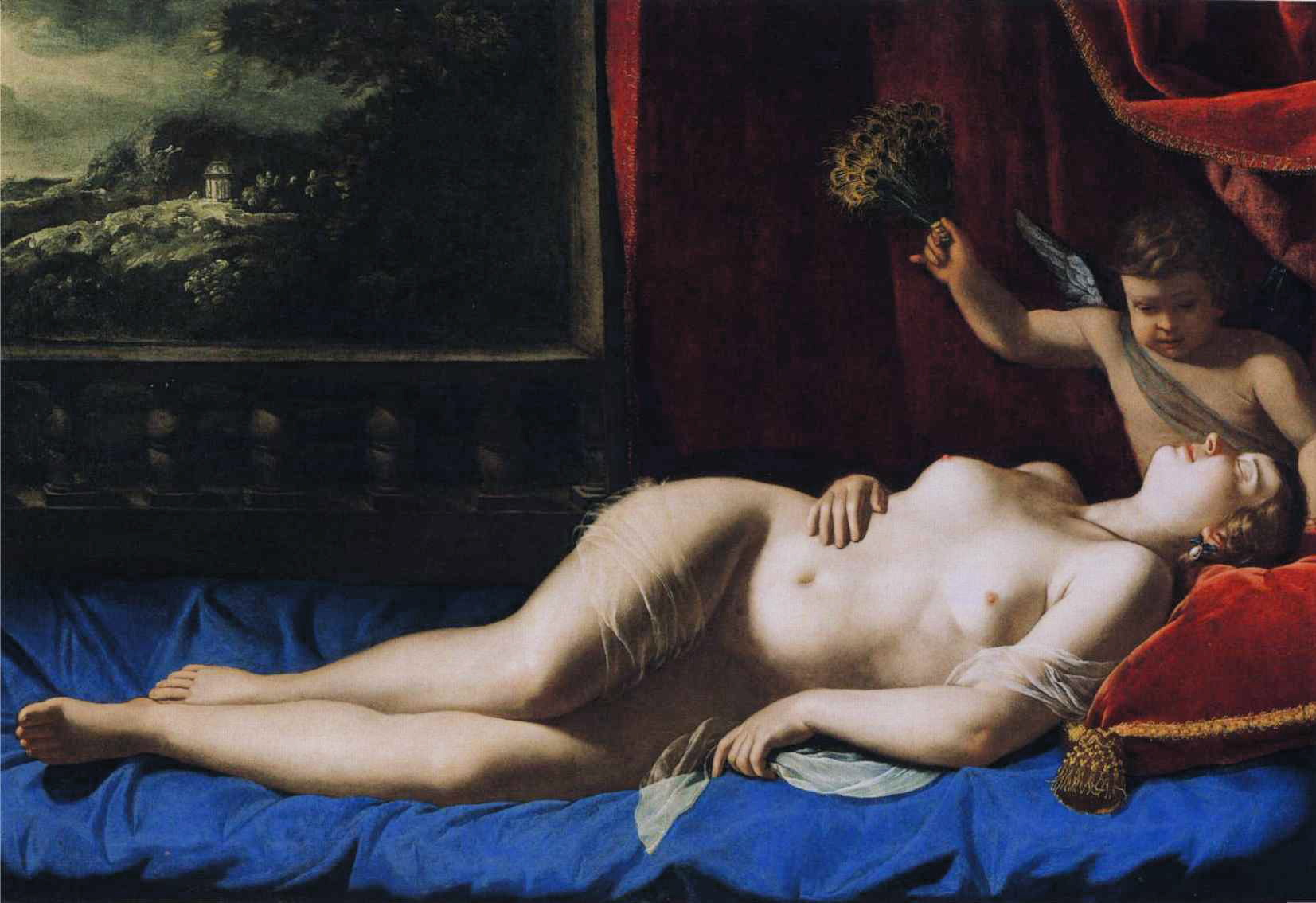
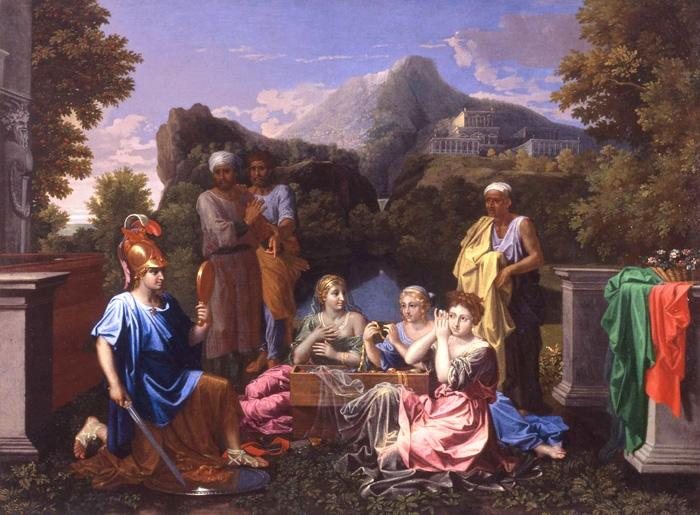
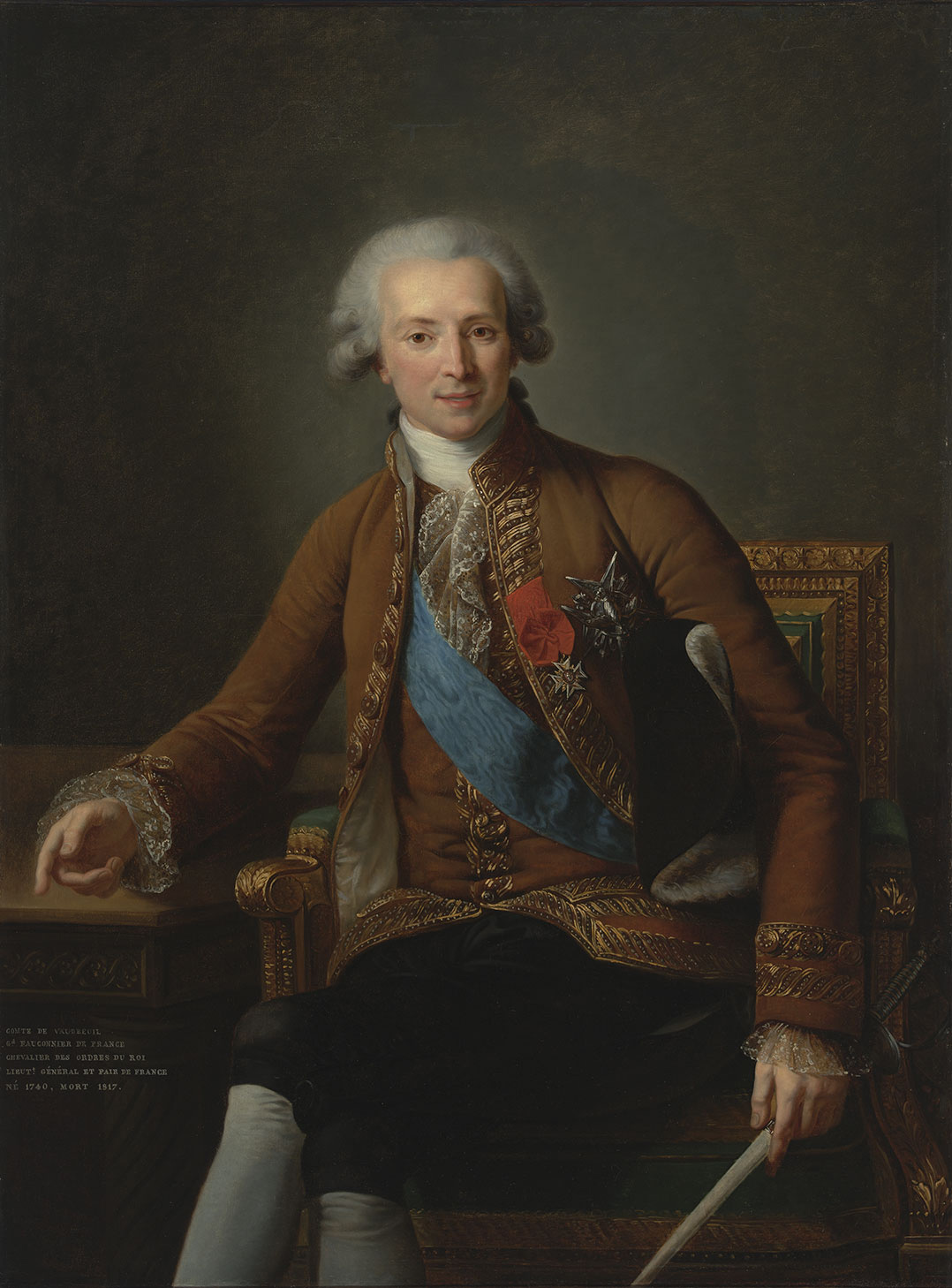
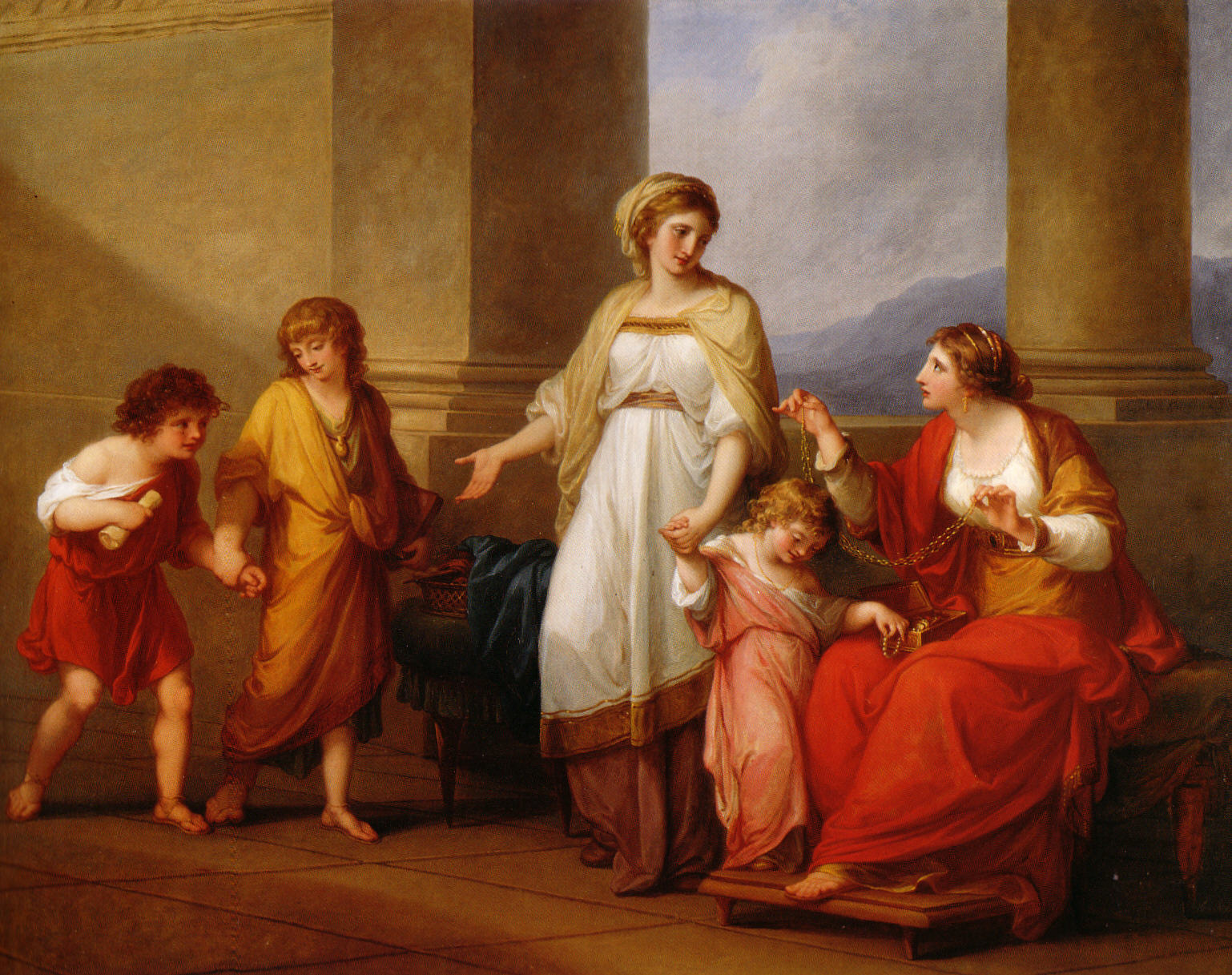
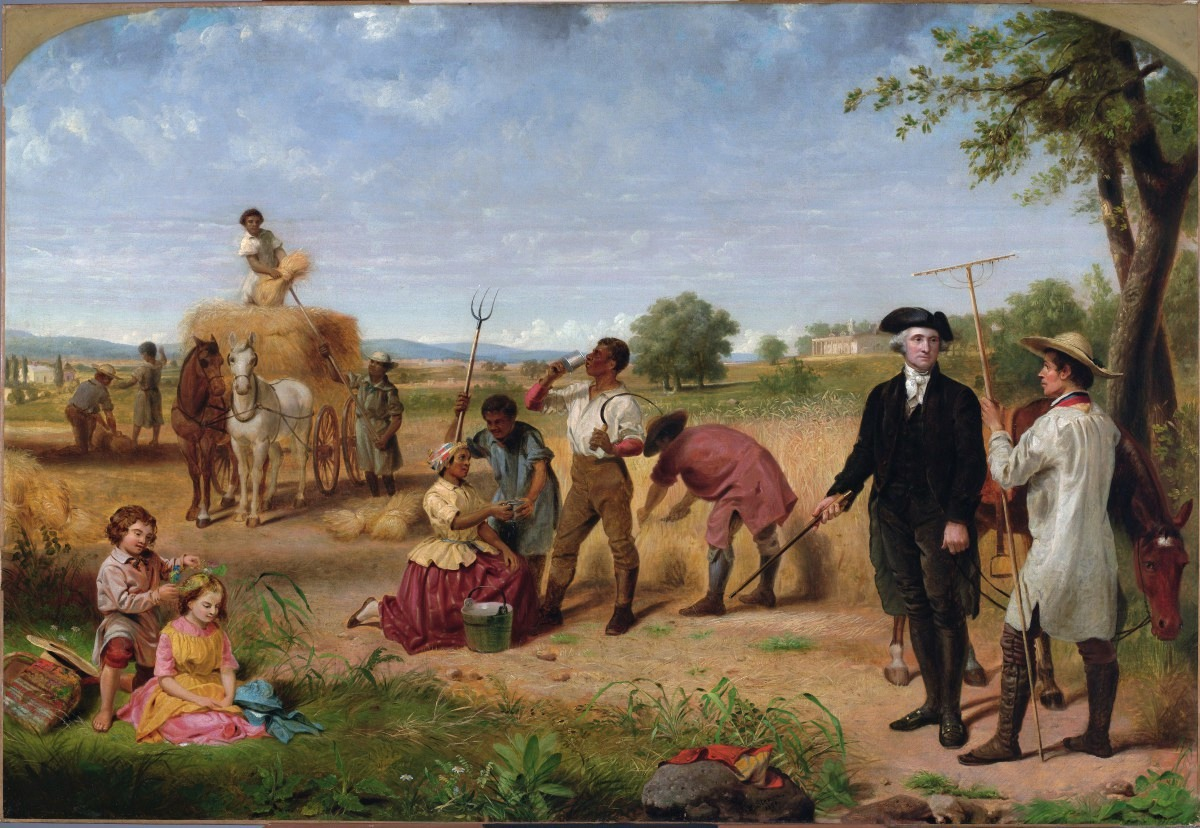
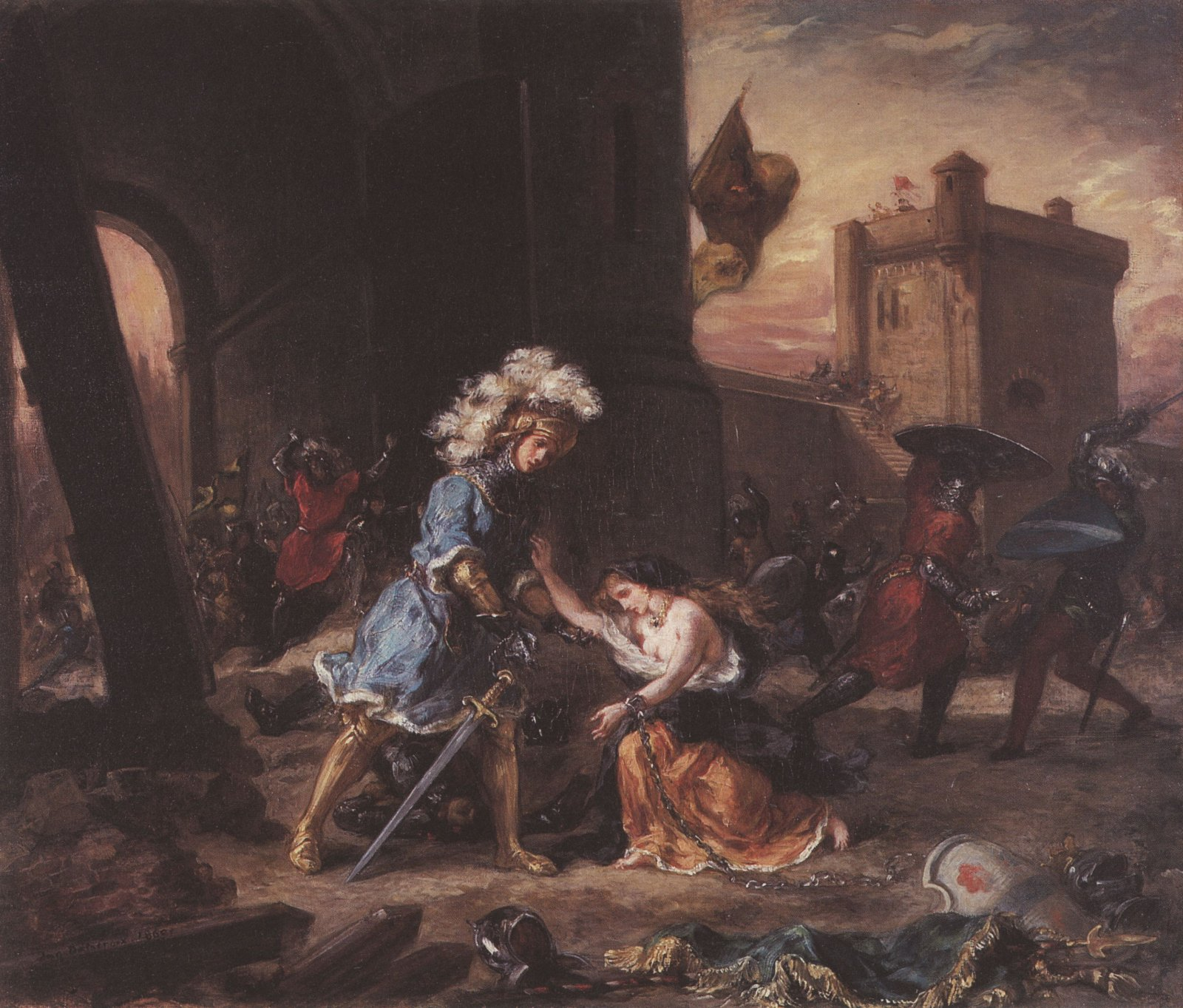
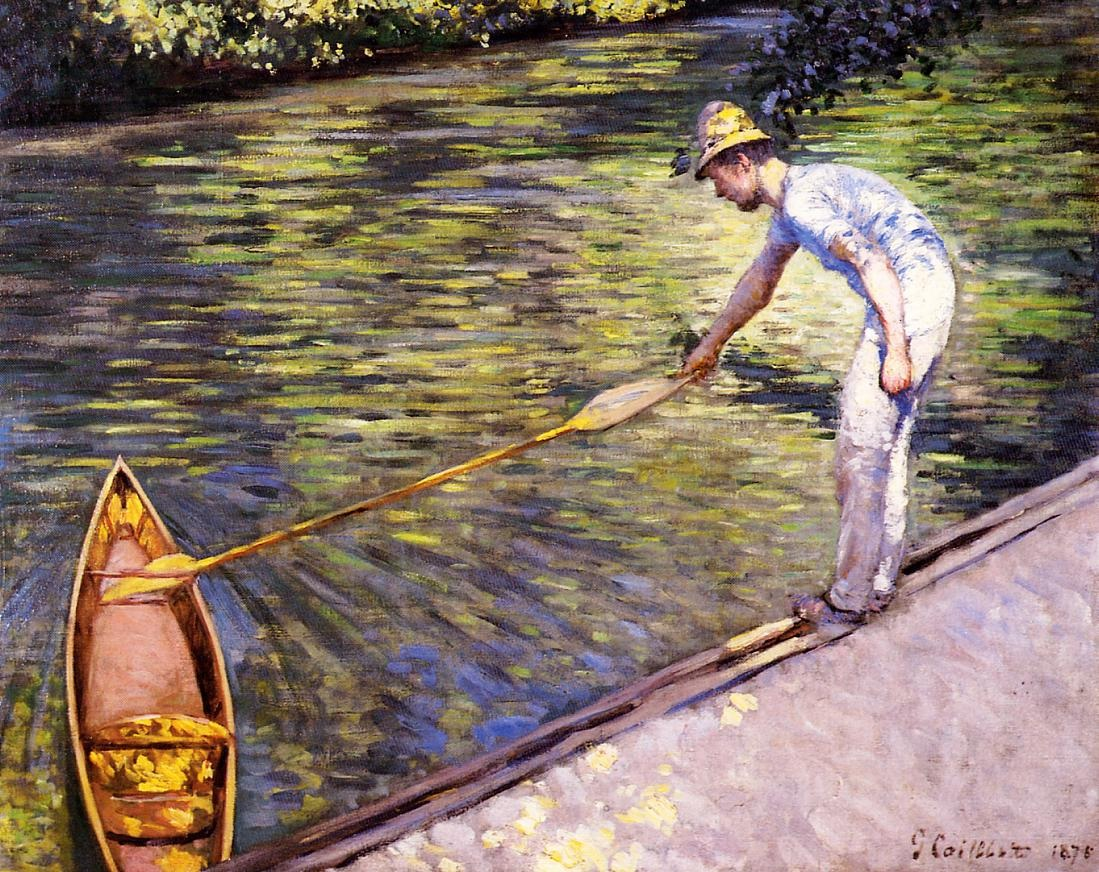
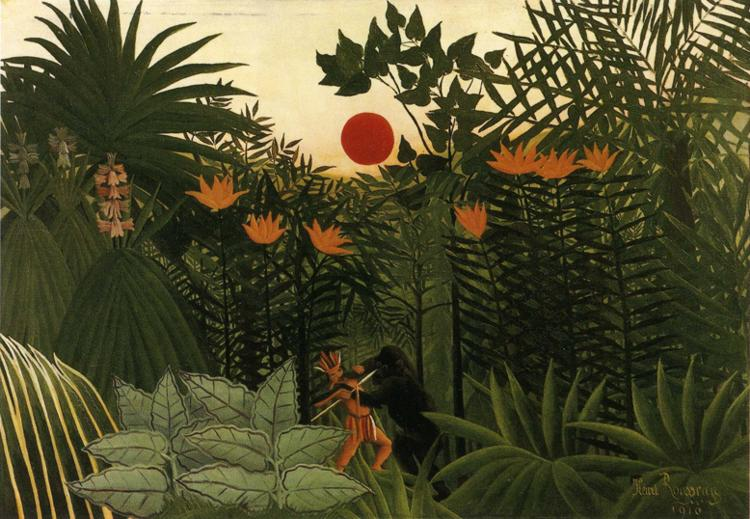
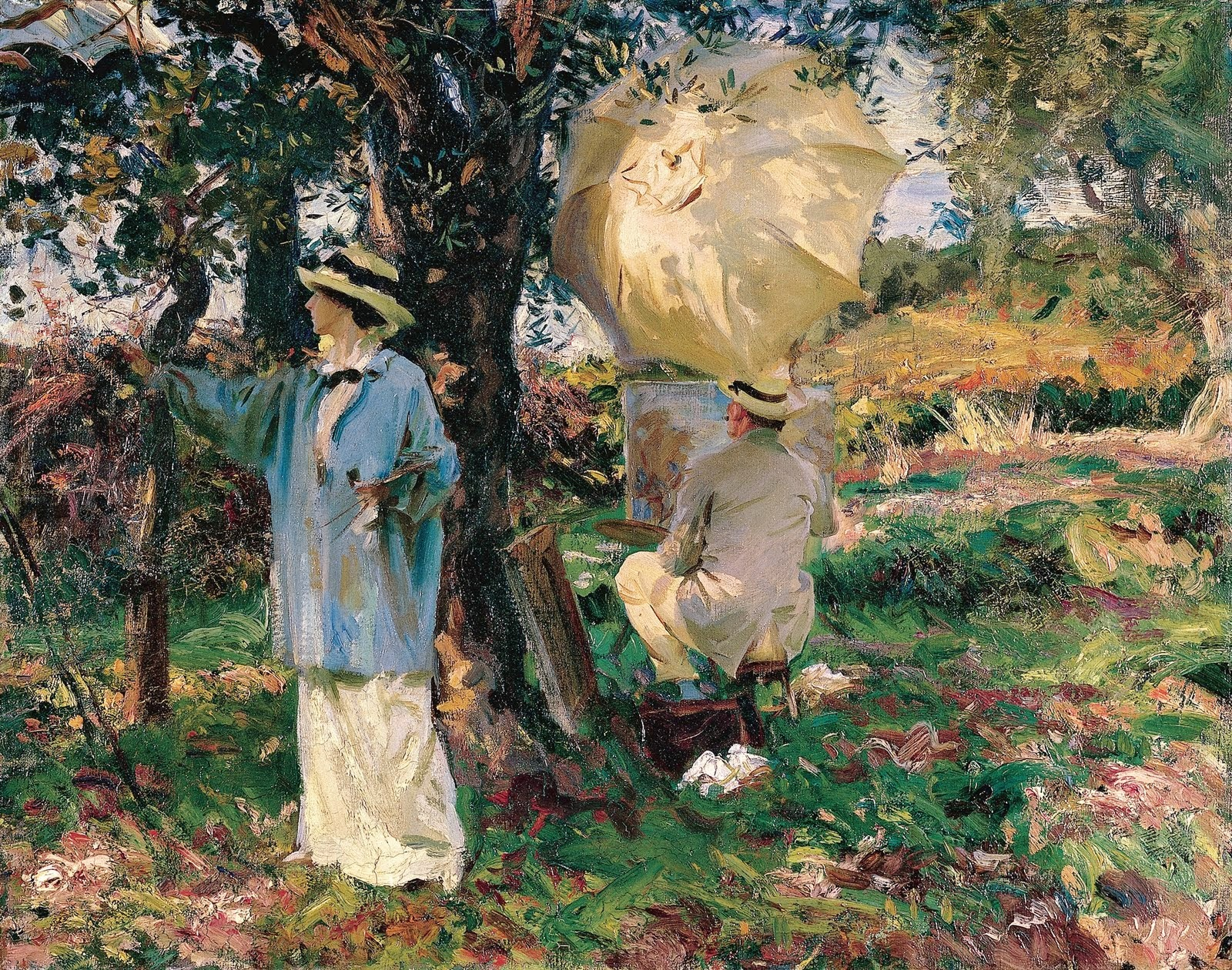